# Auscos

Mapa de la Novempopulania.

Los auscos (Auscii en latín) fueron un pueblo aquitano que habitaba la ciudad floreciente de Elimberrum o Eliberris, la actual villa de Auch. Villa que heredó el nombre de la tribu de origen vasco o aquitano-proto-vasco, que etimológicamente está relacionado con la palabra vasca ausk añadiéndole el plural latino. 
Los auscos tenían como vecinos a los tarusates/aturenses y los elusates en el oeste, los lactorates al norte, los tolosates al este, los cónvenos y los bigerriones al sur. 
Su nombre se basa en un tema etnonímico extendido, que lo acerca a los de oscidates, de Osca (Huesca), del vasco, o incluso del nombre de río Oscara (Ouche). Se ha hablado de posibles relaciones con la raíz Tusk (toscos, toscanos, etruscos…).